# Olipara
Olipara är ett släkte av insekter. Olipara ingår i familjen kilstritar.

## Dottertaxa tillOlipara, i alfabetisk ordning[1]
- Olipara aenea
- Olipara andrandana
- Olipara angolensis
- Olipara bispinosa
- Olipara bouakeana
- Olipara bragancana
- Olipara brunninervosa
- Olipara cornuta
- Olipara digitata
- Olipara dimakoensis
- Olipara dissimilis
- Olipara doris
- Olipara eboricola
- Olipara fuscipes
- Olipara fuscula
- Olipara gaubi
- Olipara ghanensis
- Olipara hastaferens
- Olipara jugurtha
- Olipara kankundensis
- Olipara lamottei
- Olipara liberata
- Olipara lukawensi
- Olipara lupialensis
- Olipara meigangae
- Olipara meridiana
- Olipara namibiana
- Olipara ndelensis
- Olipara nigeriensis
- Olipara nigriceps
- Olipara njalensis
- Olipara nocturna
- Olipara obsoleta
- Olipara oleae
- Olipara pellucida
- Olipara peregrina
- Olipara pidigalensis
- Olipara pseudofuscula
- Olipara puncticostata
- Olipara satschei
- Olipara sterope
- Olipara synavei